# Macarena Gómezová
Macarena Gómezová, rodným jménem Macarena Gómez Traseira, (* 2. února 1978 Córdoba) je španělská herečka.
Vystudovala dramatické umění na Rose Bruford College v Londýně. V roce 2001 natočila svůj první film Dagon, další role ztvárnila ve filmech Horečná doba, V záři neonů, Sexykiller, Čarodějnice ze Zugarramurdi a Kůže. Účinkovala také v televizním seriálu La que se avecina, v divadelní hře Orquesta Club Virginia a v reklamních spotech firmy Bankia.
Za hlavní roli v thrilleru Musarañas byla v roce 2014 nominována na Cenu Goya pro nejlepší herečku.
Jejím manželem je režisér a hudebník Aldo Comas, mají jednoho syna.